# Моайен-Комое
Моайен-Комое е един от 19-те региона на Кот д'Ивоар. Разположен е в източната част на страната и граничи с Гана. Площта му е 6900 км², а населението, според преброяването през 2007, е над 550 000 души. Столицата на Моайен-Комое е град Абенгуру.
Регионът е разделен на два департамента – Агнибилекру и Абенгуру.